# Grenoble Foot 38
Le Grenoble Foot 38 és un club de futbol francès de la ciutat de Grenoble.

## Història

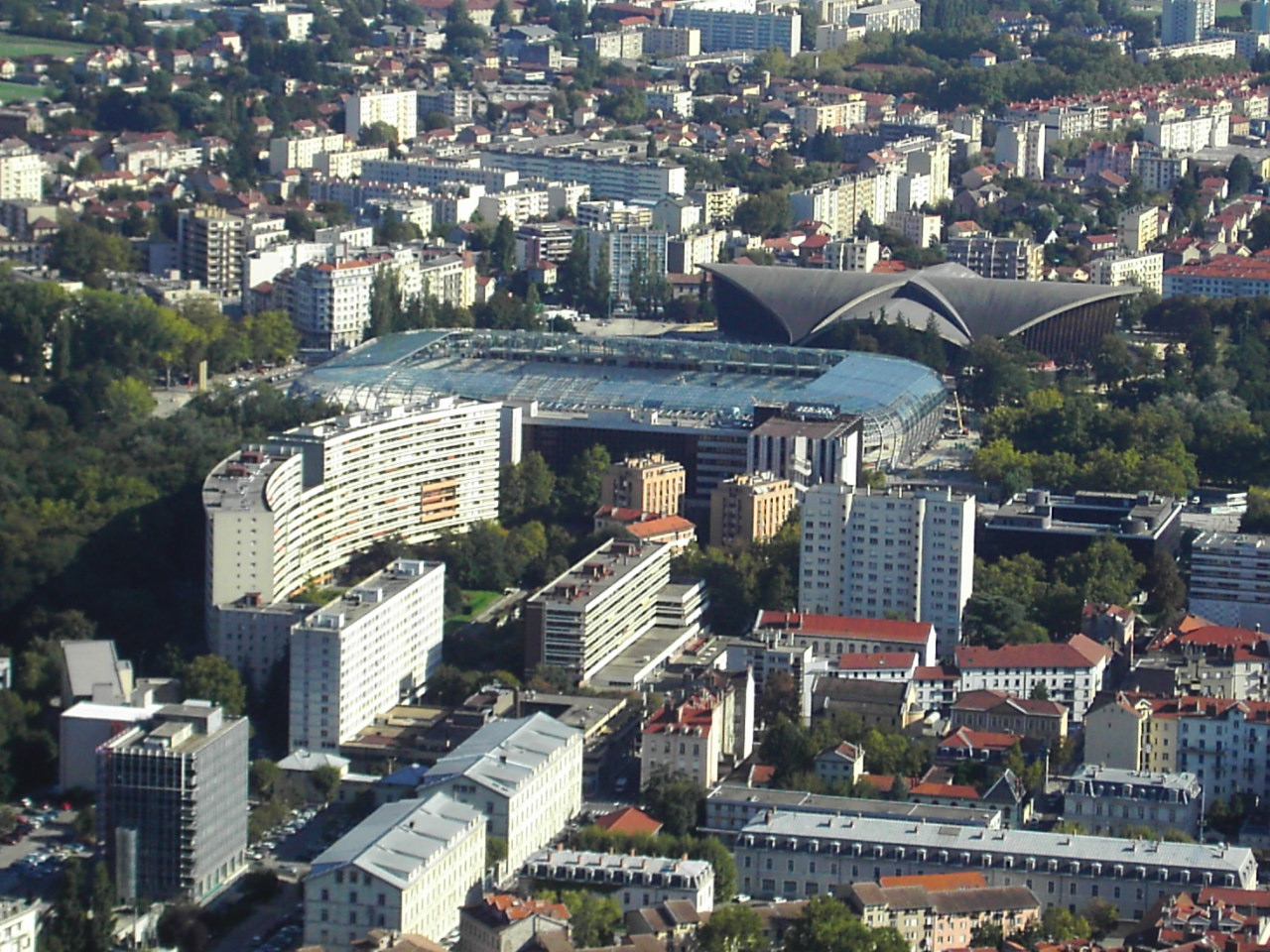
El nou stade des Alpes

- 1892-1977 Football Club de Grenoble
- 1977-1984 Football Club Association Sportive de Grenoble
- 1984-1990 Football Club de Grenoble Dauphine
- 1990-1992 Football Club de Grenoble Isère
- 1992-1993 Football Club de Grenoble Jojo Isère
- 1993-1997 Olympique Grenoble Isère
- 1997-present Grenoble Foot 38, fusió amb el club Norcap Olympique

Després de la refundació el 1997, inicialment va jugar en la CFA, i el club ràpidament accedeix a la Ligue 2, sota la direcció d'Alain Michel. El 2004, un nou inversor, la japonesa Corporació Índex té la participació majoritària i col·loca de Kazutoshi Watanabe com a president del club. El 2008, l'equip de Mehmed Baždarević a la puja a Ligue 1, en una primera temporada satisfactòria, obtenint un 13è lloc en la lliga i juga la semifinal de la Copa de França, però el club la següent temporada acaba en l'últim lloc i torna a la Ligue 2, acabant vintè. En dificultats financeres, el club es troba en procés de liquidació pel Tribunal de Comerç de Grenoble, i descendeix a CFA2.

## Futbolistes destacats
- Youri Djorkaeff
- Gustavo Poyet
- Masashi Oguro
- Ibrahima Sonko

## Entrenadors
| - 2011- : Olivier Saragaglia - 2010-2011 : Yvon Pouliquen - 2007-2010 : Mehmed Baždarević - 2006-2007 : Y. Pouliquen - 2004-2006 : T. Goudet - 2002-2004 : Alain Michel - 2001-2003 : M. Westerloppe - 1997-2001 : Alain Michel - 1996-1997 : B. Simondi - 1995-1996 : E. Geraldes | - 1994-1995 : C. Letard - 1993-1994 : B. David - 1991-1993 : B. Simondi - 1990-1991 : N. Tosi - 1989-1990 : Patrick Parizon - 1986-1989 : C. Dalger - 1985-1986 : R. Buigues - 1983-1985 : C. Le Roy - 1981-1983 : J. Djorkaeff - 1980-1981 : M. Lafranceschina | - 1978-1980 : R. Belloni - 1975-1978 : Jean Deloffre - 1972-1975 : R. Garcin - 1971-1972 : J. Donnard - 1970-1971 : R. Gardien - 1967-1970 : R. Abad - 1963-1967 : A. Batteux - 1958-1963 : A. Fornetti - 1957-1958 : G. Dupraz |